# Interimspastor
Ein Interimspastor (lat. ad interim „vorübergehend“, „in der Zwischenzeit“) leistet einen zeitlich begrenzten, zielorientierten pastoralen Dienst in einer Kirchengemeinde.
Er kommt in Übergangssituationen einer Gemeinde zum Einsatz, zum Beispiel in einer Zeit, in der die Stelle des Pastors beziehungsweise Pfarrers vakant ist.

## Geschichte und Entwicklung
Das Konzept des Interimspastors wurde in den 1970er Jahren in den USA entwickelt, um Gemeinden in Übergangssituationen zu unterstützen. Mitarbeiter unterschiedlicher Denominationen waren daran beteiligt, insbesondere solche aus der Presbyterian Church und aus der Episcopal Church. 1975 organisierte das ökumenische Alban Institute eine erste Konferenz mit dem Thema Interimsdienst.
Mittlerweile gibt es Interimspastoren-Programme und -Netzwerke in vielen Kongregationen der USA. Auch in anderen, meist englischsprachigen Ländern wurde die Idee aufgenommen.
In Deutschland gibt es seit 2009 ein Pilotprojekt des Bundes Evangelisch-Freikirchlicher Gemeinden, in dem das Konzept des Interimspastors angewandt wird.

## Aufgaben und Voraussetzungen
Die Arbeit eines Interimspastors ist je nach Situation der Kirchengemeinde unterschiedlich.
Seine Hauptaufgabe ist es, die Gemeinde in einer aktuellen Umbruchsituation und den einhergehenden Herausforderungen zu unterstützen.
Anders als bei einem Vakanzvertreter, der hauptsächlich allgemeine pastorale Tätigkeiten übernimmt, liegt der Arbeitsschwerpunkt eines Interimspastors in speziellen beraterischen Aufgaben. Dies beinhaltet zum Beispiel Mediation bei Streitigkeiten, Moderation bei Zielfindungs- oder Veränderungsprozessen und Coaching bei Leitungswechsel. Aufgaben und Ziele sowie der zeitliche Rahmen der Anstellung werden vor Dienstantritt mit der Gemeindeleitung erarbeitet und festgelegt.
Interimsdienste werden von ausgebildeten Pastoren mit Berufserfahrung, auch von Pastoren im Ruhestand übernommen. Sowohl vollzeitliche als auch teilzeitliche Arbeitszeitmodelle werden praktiziert. Voraussetzungen sind sehr gute kommunikative Fähigkeiten sowie Leitungs- und beraterische Kompetenz.